# Фику, Гаэль
Гаэль Фику (фр. Gaël Fickou, родился 26 марта 1994 года в Ла-Сен-сюр-Мер) — французский регбист, центр клуба «Расинг 92» и сборной Франции.

## Игровая карьера
До прихода в регби занимался футболом. Воспитанник регбийных клубов «Сейнуаз» и «Тулон». В составе «Тулузы» играл с 2012 по 2018 годы, 14 октября 2012 года дебютировал за клуб в Кубке Хейнекен, занеся единственную попытку в матче против «Лестер Тайгерс» и принеся команде победу.
В сборной Франции дебютировал 16 марта 2013 года в Кубке шести наций матчем против Шотландии. Во время летнего турне «синих» по Новой Зеландии в 2013 году занёс свою первую попытку в составе сборной, отличившись в матче против «Окленд Блюз».
С сезона 2018/2019 играет за «Стад Франсе». Контракт Фику с «Тулузой» действовал ещё год, но «Стад Франсе» выплатил компенсацию в размере 700 тысяч евро за досрочный разрыв контракта.

## Стиль игры
По мнению одноклубника по «Тулузе» и коллеге по сборной Максиму Медару, Гаэль Фику считается одним из лучших центровых мира и сравним по силе с Сонни Биллом Уильямсом: «рослый, атлетичный, техничный, с хорошим пасом и видением игры». Также сравнивался по характеристикам с англичанином Джереми Гаскоттом по скорости и лёгкости движения. Иногда характеризуется как универсал.

## Личная жизнь
Отец Гаэля, Сана — выходец из Сенегала, уроженец региона Казаманс; Мать — Анни, уроженка Алжира. Есть трое братьев и две сестры. Один из братьев, Жереми — также регбист, проп клуба «Йер-Каркеранн-Ля-Кро» (Федераль 1) и сборной Сенегала.
Помимо регби, Гаэль Фику увлекается футболом. Ранее он играл на позиции защитника, в своё время он был на просмотрах в клубах «Монако» и «Сошо», однако позже понял, что профессионалом не станет. Любимый клуб — «Олимпик Марсель», любимый игрок — Зинедин Зидан. Во время чемпионата мира Гаэль Фику, Морган Парра и Йоанн Маэстри были приглашены на встречу с игроками лондонского «Арсенала», а Фику даже попробовал забить пенальти Петру Чеху.